# Else Ulich-Beil
Else Ulich-Beil (* 30. August 1886 in Elberfeld; † 4. Mai 1965 in Berlin) war eine deutsche Politikerin. Sie war Regierungsrätin und Landtagsabgeordnete in Sachsen. Sie setzte sich für die Rechte von Frauen ein und bekam dafür das Große Bundesverdienstkreuz verliehen.

## Leben

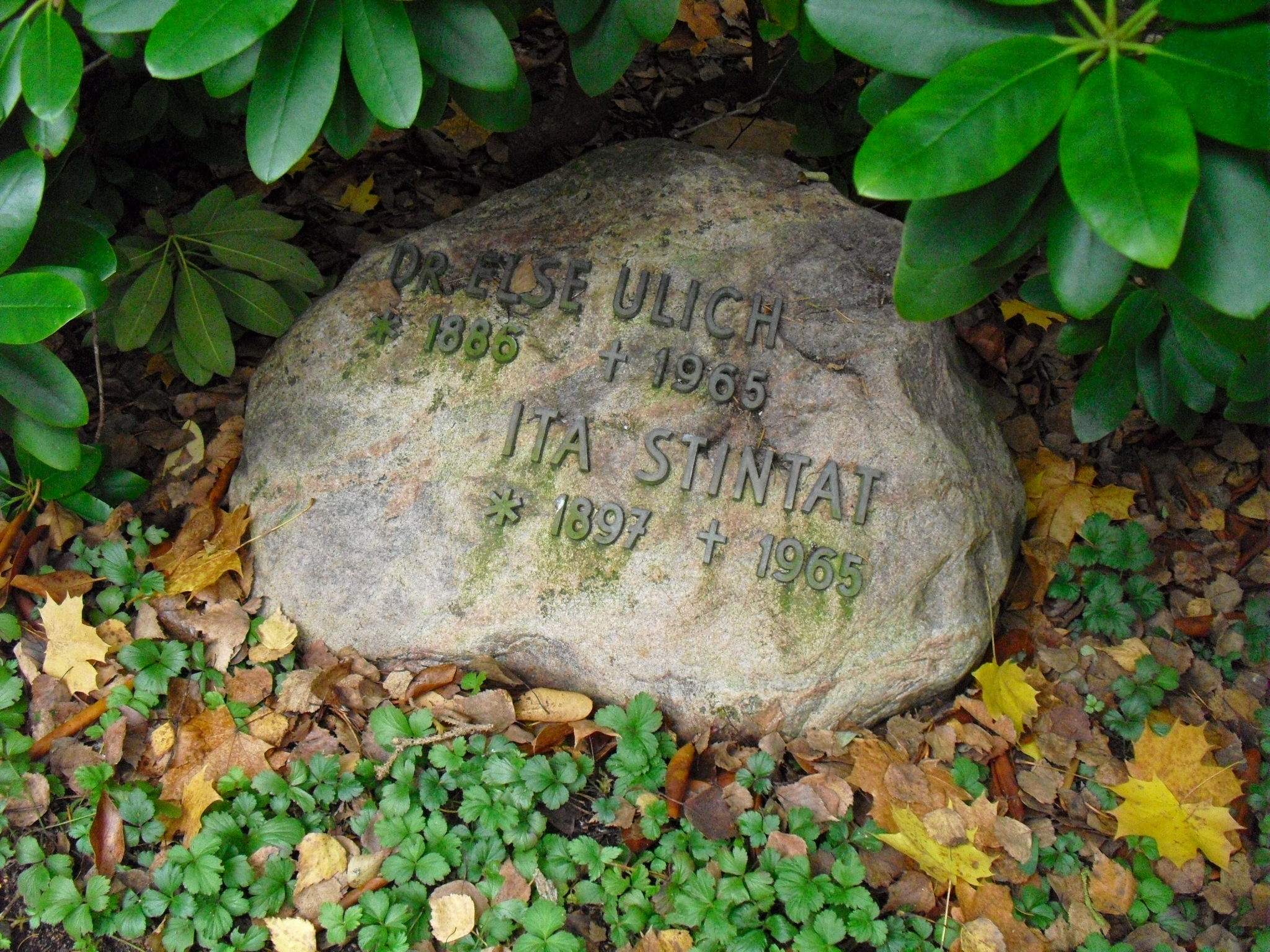
Else Ulichs Grabstein auf dem Friedhof Heerstraße in Berlin-Westend

Else Beil besuchte in Elberfeld das Lehrerinnenseminar. Im Alter von 17 Jahren bestand sie Ostern 1903 ihr Examen mit der Note "sehr gut". Danach reiste sie für mehrere Monate nach Paris und wurde anschließend als Lehrerin beschäftigt. Diesen Beruf gab sie allerdings bereits 1905 auf, um ihr Abitur nachzuholen und 1909 ein Studium zu beginnen. Zuerst in München und bald in Leipzig studierte sie Philosophie und Geschichte. 1914 promovierte sie mit einer Arbeit zur "Entwicklung des Begriffs der Weltliteratur". 
Im selben Jahr wurde sie zur Verwaltungsdirektorin der Hochschule für Frauen in Leipzig ernannt. Ein Jahr später engagierte sie sich zusammen mit Robert Ulich beim Aufbau eines Forschungsinstituts für Kultur- und Universalgeschichte an der Universität Leipzig. Um 1919 heiratete sie Robert Ulich, mit dem sie 2 Söhne hatte (geboren 1923 und 1924) und von dem sie 1929 geschieden wurde.
1917 wurde sie zur Leiterin des Frauenreferats beim Kriegsamt Leipzig ernannt. In dieser Funktion schuf sie in ganz Sachsen über 10.000 Arbeitsplätze für Frauen. Als Regierungsrätin für Soziales im sächsischen Innenministerium kam sie 1920 nach Dresden. Unter ihr entstanden unter anderem das Landesamt für Wohlfahrtspflege und Mütterberatungsstellen. Ab 1921 arbeitete sie im Staatsbürgerinnen-Verband, dem Nachfolger des Allgemeinen Deutschen Frauenvereins, dessen zweite Vorsitzende sie war. Ab 1929 war sie Mitarbeiterin im Vorstand des "Landesverbandes der Sächsischen Frauenvereine". Sie übernahm von Lotte Schurig die Führung der privaten "Sozialen Frauenschule" innerhalb des Dresdner Reformprojektes "Gartenstadt Hellerau", die zwanzig Jahre zuvor unter dem Einfluss des Deutschen Werkbundes und Friedrich Naumanns gegründet worden war. Unter Beil wurde sie in eine staatliche Wohlfahrtsschule für Frauen und Männer umgewandelt.
Politisch engagierte sich Beil nach dem Ersten Weltkrieg in der Deutschen Demokratische Partei (DDP). 1920 wurde sie als Nachrückerin für die DDP in die Sächsische Volkskammer und von 1926 bis 1929 in den Sächsischen Landtag gewählt. Auch dort engagierte sie sich für die Stellung der Frauen.
Nach der Machtübernahme der NSDAP wurde die Wohlfahrtsschule 1933 aufgelöst, ebenso wie der Allgemeine Deutsche Frauenverein. Beil selbst wurde mit einem Berufsverbot belegt. 1934 verließ sie Dresden und ging nach Berlin, wo sie mit einer Ausnahmegenehmigung wieder als Lehrerin arbeiten durfte. 1947 übernahm sie die Leitung des neugegründeten Staatsbürgerinnen-Verbandes. 1951 wirkte sie beim Internationalen Frauenrat mit und leitete von 1952 bis 1955 den Deutschen Frauenring. Sie setzte sich in den folgenden Jahren für Flüchtlinge und Vertriebene ein. Im Jahr 1956 bekam Beil das Große Verdienstkreuz für ihr Lebenswerk verliehen. 1961 veröffentlichte sie unter dem Titel „Ich ging meinen Weg“ ihre Autobiografie.
Elise Ulich-Beil starb 1965 im Alter von 78 Jahren in Berlin. Die Beisetzung erfolgte im Erbbegräbnis der Familie ihres geschiedenen Mannes Robert Ulich auf dem landeseigenen Friedhof Heerstraße im heutigen Ortsteil Berlin-Westend (Grablage: I-Erb.-Mauer). Sie ruht dort an der Seite des gemeinsamen Sohnes Eckart Ulich (geb. 1923), der im Frühjahr 1943 in München an den Folgen schwerer Verwundungen gestorben war, die er sieben Monate zuvor als Soldat in Nordafrika erlitten hatte. Auch Robert Ulich wurde 1977 in dem Erbbegräbnis auf dem Friedhof Heerstraße bestattet.

## Werke
- Die Entwicklung des Begriffs der Weltliteratur. Leipzig: R. Voigtländer, 1915.
- Ich ging meinen Weg. Lebenserinnerungen. Berlin: Herbig, 1961.